# باول رادفورد
باول رادفورد (بالإنجليزية: Paul Radford)‏ هو لاعب كرة قاعدة أمريكي، ولد في 14 أكتوبر 1861 في Roxbury, Boston ‏ في الولايات المتحدة، وتوفي في 21 فبراير 1945 في بوسطن في الولايات المتحدة.

## وصلات خارجية
- باول رادفورد على موقعبيزبول رفرنس.كوم (الدوري الرئيسي) (الإنجليزية)
- باول رادفورد على موقعبيزبول رفرنس.كوم (الدوري الثانوي) (الإنجليزية)